# Oleg di Kiev
Oleg di Kiev, o di Novgorod, il Saggio (in norreno Helgi; IX secolo – 912), è stato un variago principe di Kiev che governò la Rus' di Kiev nei primi anni del X secolo.
Oleg è considerato il primo personaggio storico attestato sul trono di Kiev ed è quindi considerato il fondatore della Rus' di Kiev. Durante il suo regno, molte tribù sulla rotta commerciale via variago-greca erano già sotto il dominio di Kiev o furono conquistate direttamente da Oleg. Oleg, che secondo le cronache slave governò dall'882 al 912, lanciò almeno un attacco contro Costantinopoli, capitale dell'Impero bizantino. La natura del rapporto che legava Oleg alla famiglia dei Rjurikidi ed in particolare a Igor', suo successore, è oggetto di controversia fra gli storici.

## Biografia, fra mito e storia

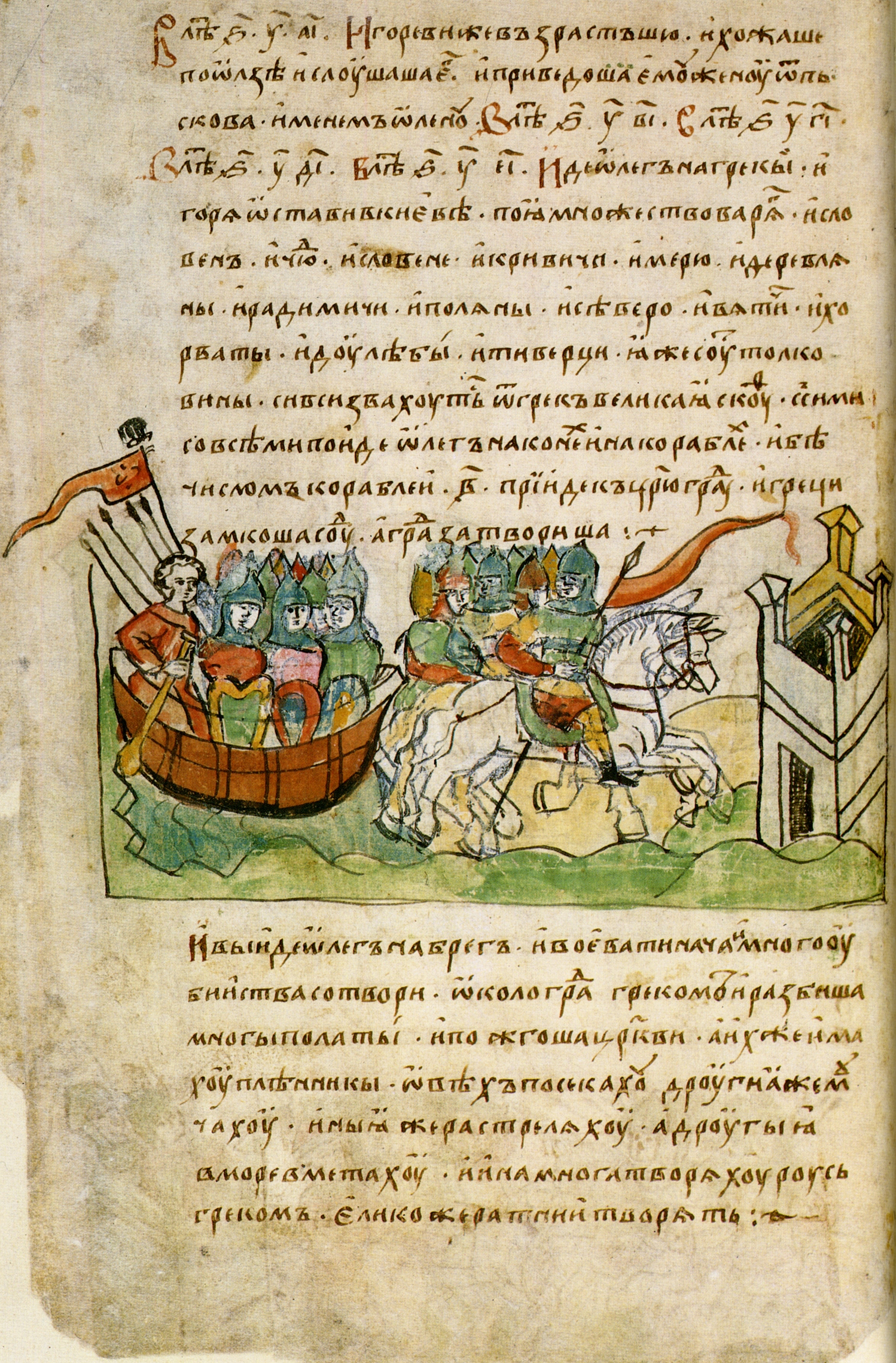
La spedizione di Oleg contro Costantinopoli nella Cronaca degli anni passati (manoscritto Radziwiłł, circa 1490)

Secondo la Cronaca degli anni passati, nell'879 Oleg era il cognato di Rjurik, che gli diede l'incarico di reggere la signoria in attesa della maggior età di suo figlio Igor' (in norreno Ingvar).
Nell'882, Oleg guidò il suo esercito lungo il fiume Dnepr e infine raggiunse Kiev, dove regnavano Askold e Dir. Decise di fingere di essere un mercante e di nascondere il suo esercito. Li attirò con successo e li uccise dicendo che non erano di nobili origini. Quando si sedette a regnare a Kiev, la dichiarò "la madre delle città di Rus'". Ordinò quindi ai Variaghi di Novgorod di pagare un tributo annuale a Kiev per la pace.
Oleg consolidò la strada che dal mar Baltico andava fino al mar Nero (la "Via dai Variaghi ai Greci"), importantissima per i commerci con l'Impero bizantino. Costruì perciò delle fortificazioni lungo i fiumi principali (Dnepr, Dnestr, Dvina, Pryp"jat', Lovat'). Anche i Bizantini, probabilmente, mandarono delle guarnigioni lungo questi fiumi. Sottomise alcune popolazioni slave ribelli (soprattutto i Drevljani).
Con il tempo Oleg prese il controllo di altre città slave (Smolensk, Černigov, Staraja Russa, Boroviči, etc.). Oleg iniziò le operazioni di guerriglia contro Costantinopoli, che ebbero luogo nel 907-911.
Oleg mosse guerra all'Impero bizantino con più di duemila navi da fiume (per il trasporto delle truppe) e con un esercito di 80.000 uomini che provenivano sia dalla penisola scandinava sia dalla Rus', con componenti baltiche, finniche e di popoli della steppa. Essi misero a ferro e fuoco il contado di Costantinopoli: per evitare che la città crollasse, l'Imperatore si arrese e pagò un pesantissimo tributo: cento carri d'oro, argento, olio, vino, pietre preziose, spezie, tessuti, manufatti. Secondo la Cronaca degli anni passati i Bizantini tentarono anche di avvelenare Oleg, ma egli, dando prova di poteri profetici, rifiutò di bere dalla coppa di vino avvelenata.
Oleg, che aveva ora le mani sulla capitale imperiale, nel 908 riuscì a concludere un accordo commerciale che in definitiva si rivelò favorevole per entrambe le parti. Benché le cronache bizantine non riportino traccia di queste ostilità, nella Cronaca di Rus' è riportato il testo dell'accordo, con le sue clausole molto minuziose: alloggio e provvigioni garantite per i mercanti di Rus' a Costantinopoli, esenzione dai dazi doganali. I mercanti di Rus', da parte loro, dovevano astenersi dal portare armi in città, dall'ubriacarsi e dalla violenza contro le donne.
I brevi dati che su Oleg fornisce la Cronaca degli anni passati sono in contraddizione con altre fonti come la Prima Cronaca di Novgorod, che afferma che egli e Rjurik non fossero parenti, ma che piuttosto lo descrive come un principe variago che agiva alle dipendenze di Igor'. La Cronaca di Novgorod sposta anche la data della sua morte in avanti di dieci anni, dal 912 al 922. Le fonti sono anche discordi circa il suo luogo di sepoltura: se la Cronaca di Novgorod narra che fu sepolto a Kiev, altre fonti attestano che fu sepolto in un tumulo nei pressi di Staraja Ladoga.
La Cronaca di Novgorod allude a Oleg come a un "profeta" (віщий), parola che fa riferimento al termine scandinavo che viene usato per 'sacerdote'. Secondo la leggenda, riproposta in chiave romantica anche da Aleksandr Sergeevič Puškin nella sua ballata Il canto del saggio Oleg, era stato preannunciato ad Oleg da un profeta scandinavo che egli avrebbe trovato la morte a causa del suo cavallo. Per evitare il compiersi della profezia Oleg fece allontanare da sé il cavallo, e molti anni dopo, quando chiese che cosa fosse avvenuto dell'animale, gli venne risposto che era ormai morto. Oleg domandò quindi di essere condotto a vedere i resti del cavallo e, quando si avvicinò al teschio dell'animale con il proprio stivale, dal teschio stesso uscì un serpente che lo morse; Oleg morì, così, portando a compimento la profezia. La morte di Oleg viene da alcuni ritenuta una variante del tema della triplice morte, tipico dei miti e leggende della cultura protoindoeuropea, in cui la profezia, il serpente e il cavallo rappresentano tre funzioni, rispettivamente la sovranità, i guerrieri e la riproduzione. Anche nella tradizione scandinava questa leggenda è presente nella saga di Örvar-Oddr.
Secondo la Cronaca di Novgorod Oleg morì nel 912 e gli succedette Igor' di Kiev, che regnò fino al suo assassinio avvenuto nel 945.
L'operato di Oleg fu nel complesso positivo: rese sicure le vie fluviali e conquistò molte città. Molto presto, però, le popolazioni sottomesse si ribellarono (rifiutandosi di pagare tributi al gran principe) e riconquistarono l'indipendenza: il trasporto fluviale diventò più insicuro e i rapporti con l'Impero bizantino si deteriorano.

## Il dibattito su nuove fonti storiche
La Lettera di Schechter, un documento scritto da un ebreo khazaro contemporaneo di Romano I Lecapeno, descrive le attività di un signore della guerra della Rus' di Kiev chiamato "HLGW" (traslitterato Helgu). La Lettera è stata spesso guardata con scetticismo almeno per quanto riguardava Oleg (la durata della cui vita veniva ulteriormente allungata); di recente, però, alcuni studiosi guardano con più interesse alla fonte, ritenendo che le sue affermazioni siano corroborate da altre fonti di Rus' dell'epoca. Queste fonti suggeriscono l'insorgenza di una lotta all'interno della classe politica della prima Rus', lotta che vide contrapposte due fazioni, una leale a Oleg e una leale a Igor', e che infine vide il trionfo di quest'ultimo. Questi studiosi ritengono che la cronologia di quegli anni vada rivista in funzione delle nuove fonti, che perciò Kiev non sia andata in mano alla Variaghi-Rus' fino all'inizio del X secolo, anziché nel tradizionale 882, che Igor' non fosse il figlio di Rjurik, ma un suo parente posteriore, e che lo stesso Oleg non fosse intimamente legato a Rjurik. Si ipotizza, quindi, una generazione perduta che separi i dati più "mitologici" da quelli maggiormente storici.
È da notare che il modo in cui la Lettera di Schechter racconta la morte di Oleg (che sarebbe avvenuta in un luogo forse riconducibile alla Persia, dove egli sarebbe stato ucciso) presenta notevoli parallelismi con il racconto dello storico arabo Ibn Miskawayh (932-1030), che descrive un attacco perpetrato dalla Rus' ai danni del regno di Arran nel 944 o 945.

## Nella cultura di massa
Il personaggio appare in Vikings dalla 6ª stagione, interpretato da Danila Kozlovskij.

## Note

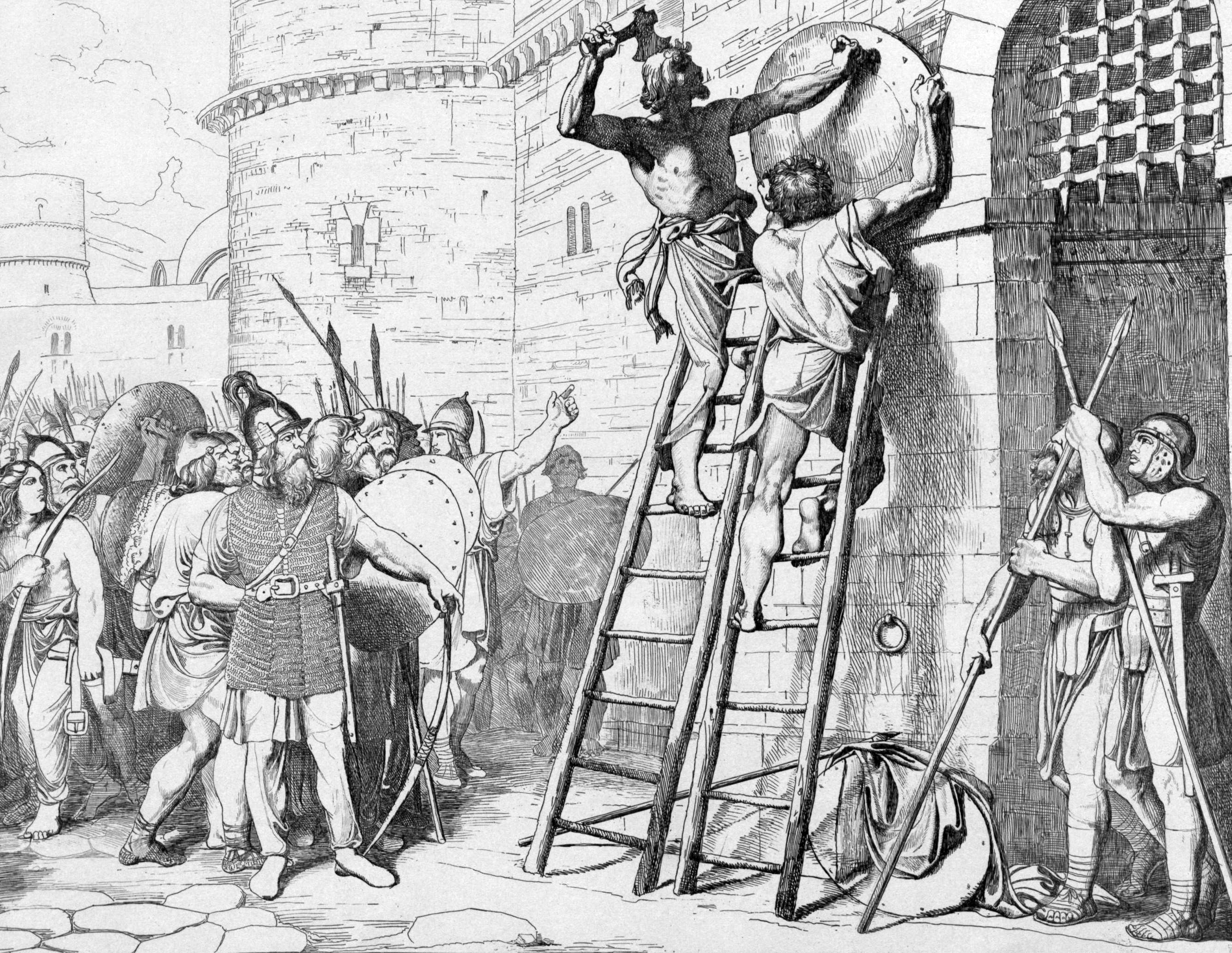
Fëdor Antonovič Bruni, Oleg davanti alla Zargrad (ante 1839): Oleg appende il suo scudo alle porte di Costantinopoli
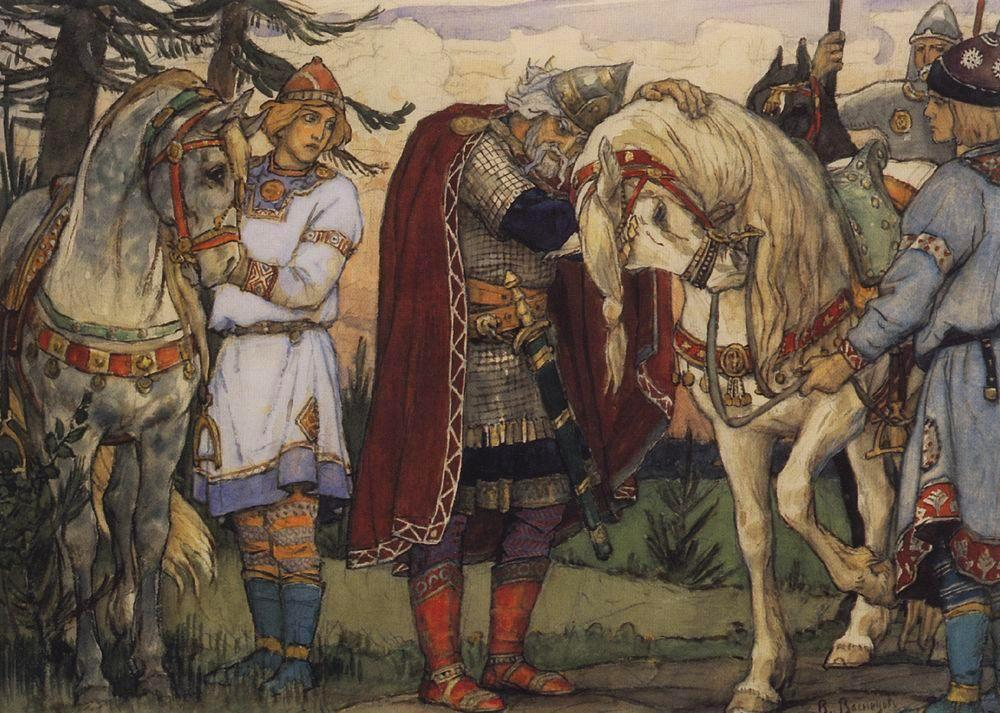
Viktor Michajlovič Vasnecov, Oleg dà l'addio al suo cavallo (1899)
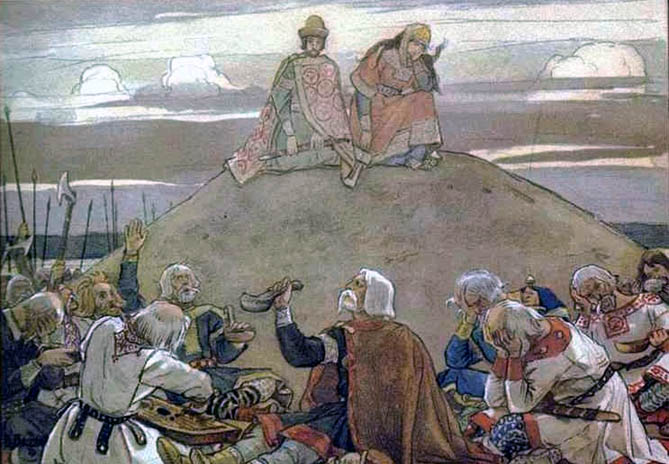
Viktor Michajlovič Vasnecov, Trizna per Oleg (1899): il lutto del popolo per la morte di Oleg
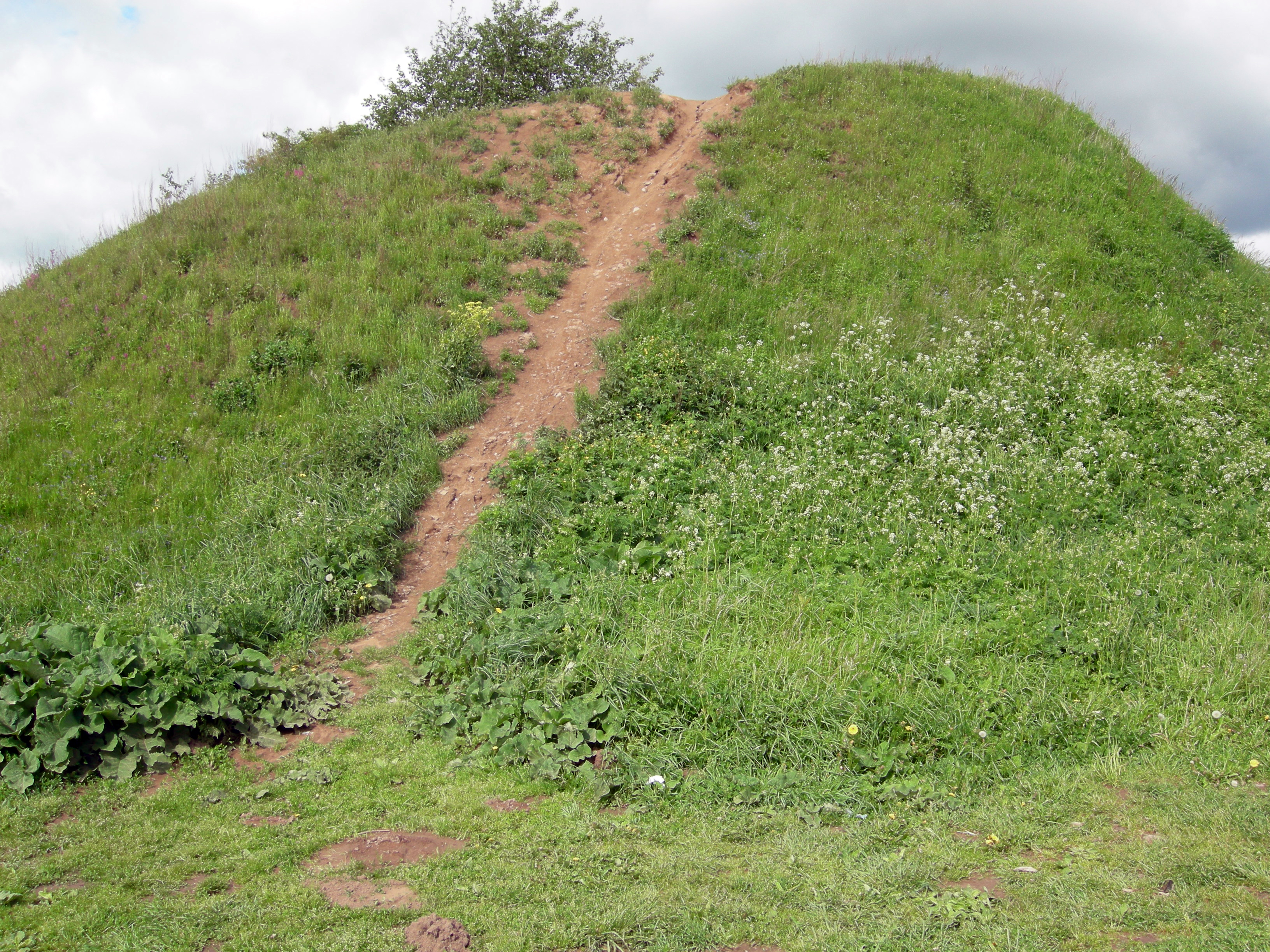
La presunta tomba a Staraja Ladoga
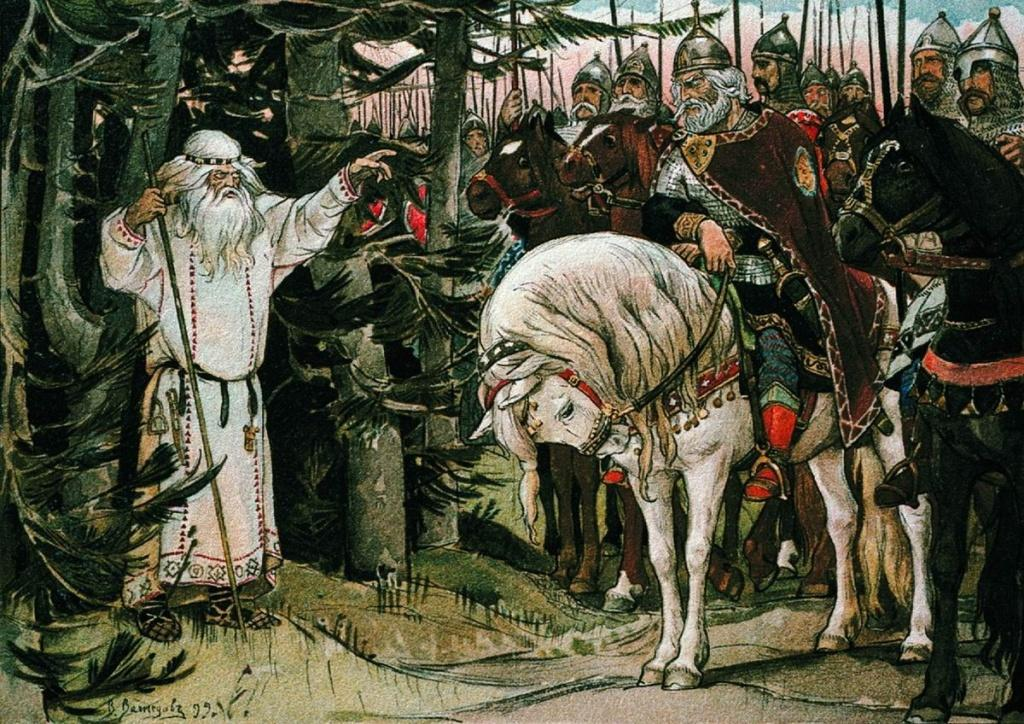
Oleg di Kiev chiede ad un "volhv" come lui morirà